# 演講
演講（Public speaking）又称演說，是一門極具影響力的語言藝術。國家領導人發表演說、宗教人士宣講教義、教師傳道授業和法庭上控辯兩方的發言等等無一不是進行演說。
在演講這個傳情達意的溝通過程中，演講者向着一群聽眾，透過口頭語言傳達某些信息，而信息是包括知識、情感和態度。演講的內容並不限於嚴肅議題的闡釋，也可以透過輕鬆的手法與聽眾分享不同的話題。演講者亦會經常運用簡報、圖片、實物顯示等方式，加强信息的傳送效能及幫助聽眾接收和理解有關的信息。
演講既然是個溝通的過程，就不能只顧單方面的傳送信息，而忽略接收聽眾的回饋。如何接收回饋呢？要眼到、耳到和心到。觀察聽眾種種的身體語言、聆聽他們的回應和關心他們的期望與需要。富有經驗的演講者能夠因應聽眾的回饋而作出適當的調整，讓演講能夠繼續吸引聽眾和逐步推向高潮。
演講可分為兩個層次：「講」和「演」的層次。從演講者的角度來看，「講」就是講得清楚、令人明白；而從聽眾的角度來說，就是接收到和理解講者的信息。「演」就是演講者能夠聲情並茂地把精彩的內容發揮得淋漓盡致，讓聽眾產生共鳴，感到悅耳、悅目和悅心。
演講的基本結構可分為三個部分：開端語、主體和結束語。富有經驗的演講者會利用開端語馬上與聽眾建立一個有利於演講的關係，緊緊地抓住他們的注意，並引領演講的方向。大多數演講者都會在結束語的階段用幾句簡練而又動聽的話點亮最重要的信息，並努力讓聽眾留下難忘的印象。至於演講最重要的部分－主體－通常是用分點論述法來處理的。一個一小時的演講大概需要三至五個論點已足夠。論點要清晰、有力，而論點之間要有機地結合成一個整體，從而突出演講的核心信息。有的演講者會用主次順序法去安排論點，有的則喜歡用主次逆序法。也有喜歡用問題－解答法來處理。
演講切忌長篇大論、贅語成行，演講要短小精悍、言簡意賅，正如西諺所云：Speechmaking is like a short skirt, short enough to cover the important part!
成功的演講建基於以聽眾為本（Audience-centered Approach），或可作ABCD, 即Audience Before Content & Delivery。
演講的核心就是要千方百計地幫助聽眾接收和理解演講的信息。
演講有十要：（1）心繫聽眾；（2）準備充足；（3）識見深廣；（4）了解聽眾；（5）善用技巧；（6）言簡意賅；（7）親切熱誠；（8）全情投入；（9）充分交流；（10）活在其中。
根據個人風格，有些講者喜歡原稿照讀（英語：manuscript speech），尤其是在重要的會議上須按照定稿解說；另外有些喜歡即興發揮 （粵語俗稱「爆肚」）；甚至有些不照稿演講，與現場觀眾雙向溝通，互相回應，打成一片，例如現在頗流行的「棟篤笑」。所謂即興演講或者「棟篤笑」的演講者，看似口若懸河、隨意發揮，其實都是有充分的準備和處理講題的框架，加上豐富的經驗和應變能力才能「爆肚」呢！所有善於演講的人士，都是手中無稿，心中有稿的。
世界各国不少政治家的演講都有文膽、寫作組安排講稿，甚至是由一個多人組成的團隊去蒐集資料、撰寫演講辭及視訊傳播的工作，因為這些演講的措辭、觀點、和議論往往對社會有舉足輕重的影響，需要小心處理。這些人物亦要經過多翻演練才能作出駕輕就熟的演講。有些演講者更會聘請教練指導呢。
一些著名的演講家如：温斯頓・邱吉爾、約翰・F・甘迺迪、馬丁・路德・金、瑪嘉烈・戴卓爾夫人、朗奴・里根和比爾・克林
頓等都留下不少精彩的演講。而德國納粹頭子阿道夫・希特勒可說是一個極具煽動力的演講者。

### 演讲的类型
根据演讲者不同的演講目的，可将演讲分为資訊或知識性演讲、說解性演讲、说服性演讲和典禮演讲四类;根据讲稿的类型不同，则可分为照本宣读、脱稿演讲、即兴演讲和半即兴演讲。
以上的分類只供參考，不同的學者有不同的分類。
在現實中的演講，常常包含傳達資訊、介紹知識、說明和解釋某些問題以及說服聽眾接受某種觀點等等。

。